# Anento
Anento település Spanyolországban,  Zaragoza tartományban. Anento Nombrevilla, Romanos, Lechon, Ferreruela de Huerva, Báguena és San Martín del Río községekkel határos. Lakosainak száma 112 fő (2024).

## Népesség
A település lakosságának változását az alábbi diagram mutatja:
| Lakosok száma | 110  | 198  | 153  | 135  | 126  | 105  | 93   | 106  | 101  | 112  |
|               | 2001 | 2004 | 2007 | 2009 | 2012 | 2014 | 2017 | 2019 | 2022 | 2024 |